# Communauté de communes des Collines du Léman
Die Communauté de communes des Collines du Léman ist ein ehemaliger französischer Gemeindeverband mit Rechtsform einer Communauté de communes im Département Haute-Savoie, dessen Verwaltungssitz sich in dem Ort Perrignier befand. Seine sieben Mitgliedsgemeinden schlossen südlich an die Stadt Thonon an und umfassten einen Abschnitt des Bas-Chablais, eines von Hügeln (frz.: collines) und Senken geprägten Vorlandes zwischen dem Genfersee und den eigentlichen Bergketten des Chablais. Im Osten reichte der Gemeindeverband bis an die Dranse und die Bergkette des Mont Forchat (1539 m) und Mont d’Hermone (1413 m).

## Aufgaben
Zu den vorgeschriebenen Kompetenzen gehörten die Entwicklung und Förderung wirtschaftlicher Aktivitäten und des Tourismus sowie die Raumplanung auf Basis eines Schéma de Cohérence Territoriale. Der Gemeindeverband bestimmte die Wohnungsbaupolitik und betrieb die Abwasserentsorgung sowie die Müllabfuhr und ‑entsorgung.

## Historische Entwicklung
Der Gemeindeverband wurde im Dezember 2003 gegründet. Als Teil der im Gesetz Nr. 2010-1563 vom 16. Dezember 2010 vorgesehenen Zwangsmaßnahmen ordnete der Präfekt von Haute-Savoie im Oktober 2013 an, dass Thonon einem Gemeindeverband beitreten müsse, und zwar der Communauté de communes des Collines du Léman. Sowohl deren Mitgliederrat wie auch der Stadtrat von Thonon lehnten diesen Zusammenschluss jedoch ab, und klagten erfolgreich dagegen vor dem französischen Verfassungsgericht.
Mit Wirkung vom 1. Januar 2017 fusionierte der Gemeindeverband mit der Communauté de communes du Bas-Chablais und bildete so unter Einbeziehung der Stadt Thonon-les-Bains die Nachfolgeorganisation Thonon Agglomération.

## Mitgliedsgemeinden
Folgende sieben Gemeinden gehörten der Communauté de communes des Collines du Léman an:
| Gemeinde   | Einwohner 1. Januar 2022 | Fläche km² | Dichte Einw./km² | Code INSEE | Postleitzahl |
| ---------- | ------------------------ | ---------- | ---------------- | ---------- | ------------ |
| Allinges   | 4.938                    | 15,01      | 329              | 74005      | 74200        |
| Armoy      | 1.501                    | 4,95       | 303              | 74020      | 74200        |
| Cervens    | 1.259                    | 6,36       | 198              | 74053      | 74550        |
| Draillant  | 875                      | 10,41      | 84               | 74106      | 74550        |
| Lyaud      | 1.766                    | 9,17       | 193              | 74157      | 74200        |
| Orcier     | 1.073                    | 9,39       | 114              | 74206      | 74550        |
| Perrignier | 1.882                    | 7,85       | 240              | 74210      | 74550        |